# إبراهيم النجار (طبيب)
إبراهيم بن خليل بن يوسف النجار الديراني (1237-1281 هـ/1822-1864م)، طبيب لبناني، أصله من جزيرة قُرشقة، من عائلة دمياني. جاء جده يوسف مع نابليون بونابرت إلى عكا، وكان نجارًا فأطلق عليه لقب النجار، وكان جدّه قد تخلف عن انسحاب الفرنسيين، وأنجب بعدها الأب «خليل». وولد إبراهيم في دير القمر بجبل لبنان فعرف بالديراني وتعلم الطب في مدرسة قصر العيني بالقاهرة، وكذلك في مدرسة الطب بإسطنبول، وعين طبيبًا عسكريًا في بيروت.

## وفاته
توفي في قرية بكفيا في لبنان سنة 1281 هـ/ 1864م.

## مؤلفاته
من مؤلفاته:
- «مصباح الساري ونزهة القاري» - في ذكر مصر وبعض عاداتها والقسطنطينية وسلاطينها
- «هدية الأحباب وهداية الطلاب» - في علم المواليد الثلاثة: الحيوان والنبات والجماد
- «رسالة في الهواء الأصفر»
- «الروضة البهية في الحوادث الشرقية»
- «أنيس الجليس في كل حديث نفيس»